# Government of India Act 1858
Der Government of India Act 1858, oder auch An Act for the Better Government of India, ist die Bezeichnung eines Gesetzes, das am 2. August 1858 vom britischen Parlament verabschiedet wurde. Es beendete die Oberherrschaft der Britischen Ostindien-Kompanie über Britisch-Indien und übertrug die zuvor von dieser Organisation ausgeübten Machtbefugnisse direkt auf die britische Krone. Der Gesetzesvorschlag wurde von Lord Palmerston, dem damaligen britischen Premierminister, eingebracht. Der Hintergrund der Gesetzesvorlage war der Indische Aufstand von 1857, dessen Ursache man auch in einer nicht angemessenen Verwaltung des Landes sah. 
Im Einzelnen sah das Gesetz vor:
- die Übernahme aller Territorien in Indien von der Ostindien-Kompanie, die zugleich die ihr bisher übertragenen Macht- und Kontrollbefugnisse verlor.
- die Regierung der Besitzungen im Namen der Königin Victoria als Kronkolonie. Es wurde ein Secretary of State for India an die Spitze der behördlichen Verwaltung gestellt, der sich gegenüber dem Parlament zu verantworten hatte. Dem Secretary of State for India, der das India Office leitete, stand ein 15-köpfiger Beirat zur Seite.
- Die Britische Krone ernannte einen Generalgouverneur und Vizekönig von Indien, der für die administrative Verwaltung und die Jurisdiktion verantwortlich war.
- Schaffung des Indian Civil Service, der dem Secretary of State for India unterstellt war.
- die Übernahme allen Vermögens der Gesellschaft und das Eintreten der Krone in alle zuvor geschlossenen Verträge und Abmachungen.

Gleichzeitig wurde der letzte Mogulkaiser Bahadur Shah II. abgesetzt. Von nun an regierte der Rat des Generalgouverneurs, der dem India Office in London unterstand. Die Doctrine of Lapse wurde aufgegeben, d. h. Fürstenstaaten konnten wieder durch Adoption weitervererbt werden.

## Councils
Die Gesetzgebungskompetenz lag beim General-Gouverneur (Vizekönig) und seinem Executive Council. Das Mitbestimmungsrecht der indischen Bevölkerung lag hauptsächlich auf lokaler Ebene bei Councils, deren Mitglieder ernannt, nicht gewählt, wurden. Geregelt wurden ihre minimalen Kompetenzen von den folgenden Gesetzen:
- Indian Councils Act, 1861
- Indian Councils Act, 1892
- Indian Councils Act, 1909

Nach 1861 konnte der Vizekönig, zusätzlich 6–12 Mitglieder – auch indische – seines Council ernennen, die Hälfte der Ernannten durften nicht dem Indian Civil Service (ICS) angehören. In dieser Zusammensetzung hieß der Rat Imperial Legislative Council. Es hatte keinerlei Entscheidungsbefugnis in Budgetangelegenheiten, alle anderen Vorlagen durften nur beraten werden, wenn das Government of India (GoI) dem vorher zugestimmt hatte. Das unter diesem Gesetz geschaffene Council trat in 31 Jahren nur 25 Mal zusammen. In dieser Zeit waren nur 45 Inder nominiert, größtenteils mit Amtszeiten von 2 bis 3 Jahren. Sie alle waren Rajas von Fürstenstaaten oder reiche Händler bezw. Zamindari. Die Provincial Legislative Councils, von Madras, Bombay und Bengalen waren analog strukturiert.
Mit der auf Lord Dufferin zurückgehenden Reform von 1892 wurde die Zahl der möglichen Ernannten auf zwischen zehn und 16 erweitert, die nun den Staatshaushalt beraten, aber nicht darüber abstimmen durften. Einige Mitglieder wurden durch beschränkte indirekte Wahl bestimmt. Durchschnittlich hatte man 13 jährliche Sitzungstage. Die Anzahl der Inder überschritt nie fünf von maximal 24 Mitgliedern. Trotzdem wurde das Council zu einer wichtigen Plattform nationalistischer Agitation.
Zur Verfassungsänderung im Jahre 1909, dem Indian Councils Act 1909 (allgemein als „Morley-Minto Reforms“ bezeichnet), erklärte Lord Morley ausdrücklich, dass diese Reform nicht zur Selbstbestimmung führen solle. Es wurde die Zahl der, immer noch indirekt, gewählten Mitglieder des Legislative Council auf 27 erhöht. Davon repräsentierten sechs die Klasse der Großgrundbesitzer, zwei die Interessen des britischen Kapitals. Von den nun 68 Mitgliedern kamen 36 aus dem ICS, fünf waren ernannte nicht-Offizielle. Ein Inder musste nun in das Executive Council ernannt werden.
Die Bestimmungen wurden durch den Government of India Act 1919 reformiert. Ein weiteres Verfassungsgesetz gleichen Namens wurde 1935 erlassen.

## Einzelbelege
1. ↑  21 and 22 Vic., c. 106.
2. ↑  Stanley Wolpert: A New History of India. 3rd edition. Oxford University Press, New York NY u. a. 1989, ISBN 0-19-505637-X, S. 239–240.
3. ↑  Bipan Chandra, Mridula Mukherjee: India's Struggle for Independence. 1857–1947. Penguin Books, New Delhi u. a. 1989, ISBN 0-14-010781-9, S. 114 f., 142 f., 168.